# Anoyara Khatun
Anoyara Khatun (née vers 1996) est une militante indienne des droits de l'enfant. En 2017, à l'âge de 21 ans, elle s'est vu décerner la plus haute distinction civile indienne pour les femmes, le prix Nari Shakti Puraskar (en français : Prix du pouvoir des femmes), pour ses contributions à la lutte contre le trafic (en) et le mariage des enfants (en) dans l'État du Bengale-Occidental. 

## Biographie
Anoyara Khatun est née vers 1996 dans une famille vivant sous le seuil de pauvreté dans le village de Choto Asgara, à Sandeshkhali (en), dans le district de North 24 Parganas, au Bengale-Occidental,,. Elle perd son père très tôt et, à l'âge de douze ans, elle est emmenée à New Delhi où elle travaille comme domestique,. Après quelques mois en tant que domestique, elle s'échappe et retourne dans son village où elle constate que la situation des enfants est terrible,. Les enfants sont forcés de travailler et certains sont victimes de trafic vers les villes et au-delà de la frontière du Bangladesh, tandis que d'autres sont contraints de se marier. Dans l'intention de changer la situation autour d'elle, elle entre en contact avec la Dhagagia Social Welfare Society et Save the Children (en), où elle apprend le concept des droits de l'enfant. Pour atteindre un plus grand nombre de personnes, elle lance le processus de formation de groupes autonomes en matière de droits de l'enfant. En peu de temps, Anoyara contribue à réunir 180 enfants victimes de la traite avec leurs familles, à mettre fin à près de trois douzaines de mariages d'enfants, à sauver 85 enfants du travail des enfants et à ramener 400 enfants à l'école,.
En 2011, Mamata Banerjee, ministre en chef du Bengale-Occidental la félicite. En 2012, Anoyara est l'une des trois candidats au Prix international de la paix pour les enfants (en). Le 8 mars 2017, Journée internationale des femmes, Anoyara Khatun s'est vu décerner la plus haute distinction civile indienne pour les femmes, le Narishakti Puruskar, pour l'année 2016, pour ses contributions à la lutte contre la traite et le mariage des enfants dans l'État du Bengale-Occidental,. Anoyara Khatun a été invitée à participer à l'Assemblée générale des Nations unies, en 2015 et 2016, en tant que défenseuse des droits de l'enfant,.

### Note
- (en) Cet article est partiellement ou en totalité issu de l’article de Wikipédia en anglais intitulé « Anoyara Khatun » (voir la liste des auteurs).